# Dysgnathia albifusa
Dysgnathia albifusa là một loài bướm đêm trong họ Noctuidae.